# Kattbek (Jevenau)
Der Kattbek ist ein Nebenfluss der Jevenau im Kreis Rendsburg-Eckernförde in Schleswig-Holstein. Der Fluss im Naturpark Aukrug hat eine Länge von ca. 9 km, entspringt nördlich von Stafstedt, fließt durch Nienkattbek und mündet östlich von Jevenstedt in die Jevenau. 